# カレタール
カレタール (ドイツ語: Kalletal,  [ˈkʰalətʰaːl])は、ドイツ連邦共和国ノルトライン＝ヴェストファーレン州デトモルト行政管区リッペ郡に属す町村（以下、本項では便宜上「町」と記述する）である。人口は約 15,000人。最大地区のホーエンハウゼンはリッパー山地のカレ川の谷に位置している。町域の北部は、町境をなすヴェーザー川へと下って行く。カレタールはトイトブルクの森/エッゲ山地自然公園に位置し、ノルトリッペ地方に接する。
町域は、2本の連邦道でつながれており、最寄りの駅はヘルフォルトとバート・エーンハウゼンにある。現在の町域における最初の定住は、紀元前 700年頃の青銅器時代である。この田舎町は第二次世界大戦後の難民の流入によって著しく人口が増加した。経済は、農業の他に中小企業が支えている。自治体としてのカレタールは、ノルトライン＝ヴェストファーレン州の地域再編に伴って1969年に、当時の16町村が合併して成立した。このため、グロースゲマインデ（大きな町）とも称される。

## 地理

### 位置
カレタールはノルトライン＝ヴェストファーレン州北東部、オストヴェストファーレン＝リッペ東部、リッペ郡北部、かつての郡庁所在地レムゴーの北東約 10 km、現在の郡庁所在地ドルトムントの北 25 km に位置する。町の北側に、東からヴェーザー川が流れ、ここで大きく蛇行して、フロートーおよびポルタ・ヴェストファーリカとの町境をなしている。郡の名前の由来は、ヴェーザー川支流のカレ川である。
自然環境上、町域は主にリッパー山地に含まれる。町域は、高さ 350 m 程度の山や丘の連なり、平らな低地、川によって穿たれた丘陵地域が混交している。北部の小さな部分はリンテルン＝ハーメルン・ヴェザータールングに属す。町の北東部、シュテンメン近くの森がほとんどないヴェーザー川の谷に大きな三日月湖や礫原がいくつかある。最も大きな湖がシュテンマー湖である。町域は、リッペ郡の他の全市町村と同様にトイトブルクの森/エッゲ山地自然公園内にある。しかし、トイトブルクの森もエッゲ山地もいずれもこの町の町域にまで及んでいない。北東は、ニーダーザクセン州に属すヴェーザーベルクラント・シャウムブルク＝ハーメルン自然公園に接している。
首邑のホーエンハウゼンは海抜 160 m に位置している。最も高い山は、ヘンストルフの南にある海抜 360 m のクレーベルクである。その山頂は、町境ぎりぎりのデーレントルプに位置しており、町内の最高地点は海抜 355.5 m である。町の北西部、エルダー地区やカレドルフ地区に近いカレ川の河口が町の最低地点で、海抜 48 m である。
最寄りの大都市には、ビーレフェルト（35 km 南西）、パーダーボルン（53 km 南西）、ハノーファー（73 km 北東）、ヒルデスハイム（92 km 東）がある。

### 地質学
リッパー山地は、この町の町域内では主に第三紀の岩山からなっており、島状に貝殻石灰岩統の岩もある。ヴェーザー川の谷の草地には事実上完新世の岩盤だが、周縁部には更新世の土地もある。

### 町域の広がりと土地利用
「グローセ・ラントゲマインデ」（直訳すると「大きな田舎町」）に分類されるこの町は、面積 112.42 km2 である。町域の最大軸長は、東西約 11.5 km、南北約 15 km である。町域の谷や平地は著しく農業利用されている。土地の農業用地占有率は、郡や州の平均値を超えている。実質的には山だけが森に覆われている。しかし比較的森の乏しいオストヴェストファーレン＝リッペ地方においてこの街はそれでも森が多い方である。特徴的なのは、住宅・交通用地の比率の低さで、州の平均をかなり下回っている。以下の表に町域の詳細な土地利用状況を示す（2012年12月31日現在）:
| 土地利用別面積 | 農業用地 | 森林   | 住宅地、 空き地、 産業用地 | 交通用地 | 水面  | スポーツ用地、 緑地 | その他 |
| -------------- | -------- | ------ | -------------------------- | -------- | ----- | ------------------- | ------ |
| 面積 (km2)     | 65.13    | 31.90  | 6.63                       | 5.02     | 1.71  | 1.18                | 0.85   |
| 占有率         | 57.9 %   | 28.4 % | 5.9 %                      | 4.5 %    | 1.5 % | 1.0 %               | 0.7 %  |
| 郡平均         | 50.5 %   | 30.5%  | 9.8 %                      | 5.2 %    | 0.9 % | 1.8 %               | 1.3 %  |
| 州平均         | 48.6 %   | 25.7 % | 13.4 %                     | 7.1 %    | 2.0 % | 2.2 %               | 1.1 %  |

### 隣接する市町村
カレタールは、北から時計回りに、リンテルン（ニーダーザクセン州シャウムブルク郡）、エクスタータール、デーレントルプ、レムゴー（以上、いずれもリッペ郡）、ポルタ・ヴェストファーリカ（ミンデン＝リュベッケ郡）と境を接している。

### 自治体の構成
カレタールの基本条例§1によれば、この町は16地区で構成されている。これらは、以前は独立した町村であった。地域再編に関するレムゴー法により、これらから広域自治体カレタールが形成された。
| 地区名                                | 地区名           | 面積 (km2) | 人口   | 地図 |
| ------------------------------------- | ---------------- | ---------- | ------ | ---- |
| アーゼンドルフ                        | Asendorf         | 6.16       | 250    |      |
| バーフェンハウゼン                    | Bavenhausen      | 7.08       | 861    |      |
| ベントルフ                            | Bentorf          | 6.13       | 1,104  |      |
| ブローゼン                            | Brosen           | 7.53       | 419    |      |
| エルダー                              | Erder            | 5.91       | 751    |      |
| ハイデルベック                        | Heidelbeck       | 8.98       | 618    |      |
| ヘンストルフ                          | Henstorf         | 6.01       | 191    |      |
| ホーエンハウゼン （行政庁舎の所在地） | Hohenhausen      | 10.45      | 3,709  |      |
| カルドルフ                            | Kalldorf         | 9.69       | 1,347  |      |
| ランゲンホルツハウゼン                | Langenholzhausen | 12.15      | 1,453  |      |
| リューデンハウゼン                    | Lüdenhausen      | 7.30       | 1,025  |      |
| オスターハーゲン                      | Osterhagen       | 3.14       | 31     |      |
| シュテンメン                          | Stemmen          | 4.66       | 1,084  |      |
| タレ                                  | Talle            | 6.04       | 1,170  |      |
| ファーレンホルツ                      | Varenholz        | 6.10       | 751    |      |
| ヴェストルフ                          | Westorf          | 5.09       | 969    |      |
| 計                                    | 計               | 112.42     | 15,733 |      |

さらに、行政上の地区ではない集落として以下のものがある。
| - ダルプケ - エヒテルンハーゲン - エルフェンボルン - ファウレンジーク | - ハルケミッセン - ヘルプレヒツドルフ - ニーダーマイエン - レントルフ | - テーフェンハウゼン - ヴァーターロー - ヘリングハウゼン |

### 気候
カレタールは年間を通じて比較的均等に降水があり、ほどほどに暑い夏とほどほどに寒い冬をもつ、温暖で湿度の高い北西ドイツの気候の地域にある。リッペ山地の比較的高い場所にある位置するこの町はノルトライン＝ヴェストファーレン州の平均よりもやや降水量が多い。しかしホーエンハウゼンにおける年間降水量 896 mm はエッゲ山地の連山の西部や南西部の年間 1400 mm に達する降水量に比べるとかなり少ない。南部の高度 900 m からヴェーザー川の谷の 700 m を下回る場所まで、その高度によって降水量は変化する。以下の表に年間の月別降水量を示す。
| カレタール＝ホーエンハウゼンの月別降水量（1961年- 1990年の平均値）の気候 | カレタール＝ホーエンハウゼンの月別降水量（1961年- 1990年の平均値）の気候 | カレタール＝ホーエンハウゼンの月別降水量（1961年- 1990年の平均値）の気候 | カレタール＝ホーエンハウゼンの月別降水量（1961年- 1990年の平均値）の気候 | カレタール＝ホーエンハウゼンの月別降水量（1961年- 1990年の平均値）の気候 | カレタール＝ホーエンハウゼンの月別降水量（1961年- 1990年の平均値）の気候 | カレタール＝ホーエンハウゼンの月別降水量（1961年- 1990年の平均値）の気候 | カレタール＝ホーエンハウゼンの月別降水量（1961年- 1990年の平均値）の気候 | カレタール＝ホーエンハウゼンの月別降水量（1961年- 1990年の平均値）の気候 | カレタール＝ホーエンハウゼンの月別降水量（1961年- 1990年の平均値）の気候 | カレタール＝ホーエンハウゼンの月別降水量（1961年- 1990年の平均値）の気候 | カレタール＝ホーエンハウゼンの月別降水量（1961年- 1990年の平均値）の気候 | カレタール＝ホーエンハウゼンの月別降水量（1961年- 1990年の平均値）の気候 | カレタール＝ホーエンハウゼンの月別降水量（1961年- 1990年の平均値）の気候 |
| 月                                                                       | 1月                                                                      | 2月                                                                      | 3月                                                                      | 4月                                                                      | 5月                                                                      | 6月                                                                      | 7月                                                                      | 8月                                                                      | 9月                                                                      | 10月                                                                     | 11月                                                                     | 12月                                                                     | 年                                                                       |
| ------------------------------------------------------------------------ | ------------------------------------------------------------------------ | ------------------------------------------------------------------------ | ------------------------------------------------------------------------ | ------------------------------------------------------------------------ | ------------------------------------------------------------------------ | ------------------------------------------------------------------------ | ------------------------------------------------------------------------ | ------------------------------------------------------------------------ | ------------------------------------------------------------------------ | ------------------------------------------------------------------------ | ------------------------------------------------------------------------ | ------------------------------------------------------------------------ | ------------------------------------------------------------------------ |
| 降水量 mm （inch）                                                       | 80.6 (3.173)                                                             | 59.4 (2.339)                                                             | 73.0 (2.874)                                                             | 66.8 (2.63)                                                              | 76.2 (3)                                                                 | 81.4 (3.205)                                                             | 80.9 (3.185)                                                             | 76.8 (3.024)                                                             | 69.1 (2.72)                                                              | 60.9 (2.398)                                                             | 78.3 (3.083)                                                             | 93.0 (3.661)                                                             | 896.4 (35.291)                                                           |
| 出典：ドイツ気象庁 (DWD)                                                 |                                                                          |                                                                          |                                                                          |                                                                          |                                                                          |                                                                          |                                                                          |                                                                          |                                                                          |                                                                          |                                                                          |                                                                          |                                                                          |

| カレタール＝ランゲンホルツハウゼンの月別降水量の気候 | カレタール＝ランゲンホルツハウゼンの月別降水量の気候 | カレタール＝ランゲンホルツハウゼンの月別降水量の気候 | カレタール＝ランゲンホルツハウゼンの月別降水量の気候 | カレタール＝ランゲンホルツハウゼンの月別降水量の気候 | カレタール＝ランゲンホルツハウゼンの月別降水量の気候 | カレタール＝ランゲンホルツハウゼンの月別降水量の気候 | カレタール＝ランゲンホルツハウゼンの月別降水量の気候 | カレタール＝ランゲンホルツハウゼンの月別降水量の気候 | カレタール＝ランゲンホルツハウゼンの月別降水量の気候 | カレタール＝ランゲンホルツハウゼンの月別降水量の気候 | カレタール＝ランゲンホルツハウゼンの月別降水量の気候 | カレタール＝ランゲンホルツハウゼンの月別降水量の気候 | カレタール＝ランゲンホルツハウゼンの月別降水量の気候 |
| 月                                                   | 1月                                                  | 2月                                                  | 3月                                                  | 4月                                                  | 5月                                                  | 6月                                                  | 7月                                                  | 8月                                                  | 9月                                                  | 10月                                                 | 11月                                                 | 12月                                                 | 年                                                   |
| ---------------------------------------------------- | ---------------------------------------------------- | ---------------------------------------------------- | ---------------------------------------------------- | ---------------------------------------------------- | ---------------------------------------------------- | ---------------------------------------------------- | ---------------------------------------------------- | ---------------------------------------------------- | ---------------------------------------------------- | ---------------------------------------------------- | ---------------------------------------------------- | ---------------------------------------------------- | ---------------------------------------------------- |
| 降水量 mm （inch）                                   | 70.0 (2.756)                                         | 53.0 (2.087)                                         | 62.0 (2.441)                                         | 50.0 (1.969)                                         | 61.0 (2.402)                                         | 67.0 (2.638)                                         | 91.0 (3.583)                                         | 76.0 (2.992)                                         | 58.0 (2.283)                                         | 60.0 (2.362)                                         | 53.0 (2.087)                                         | 70.0 (2.756)                                         | 771 (30.35)                                          |
| 出典：リッペアトラス                                 |                                                      |                                                      |                                                      |                                                      |                                                      |                                                      |                                                      |                                                      |                                                      |                                                      |                                                      |                                                      |                                                      |

長期年間平均気温は約 8 ℃である。高度の影響は気温に強く表れている。町の高地部分の平均気温はヴェーザー川の谷のそれに比べて 1 ℃ほど低い。カレタールは（ヴェーザー川の谷においても）、ノルトライン＝ヴェストファーレン州平均と比べ気温が低い。

## 歴史

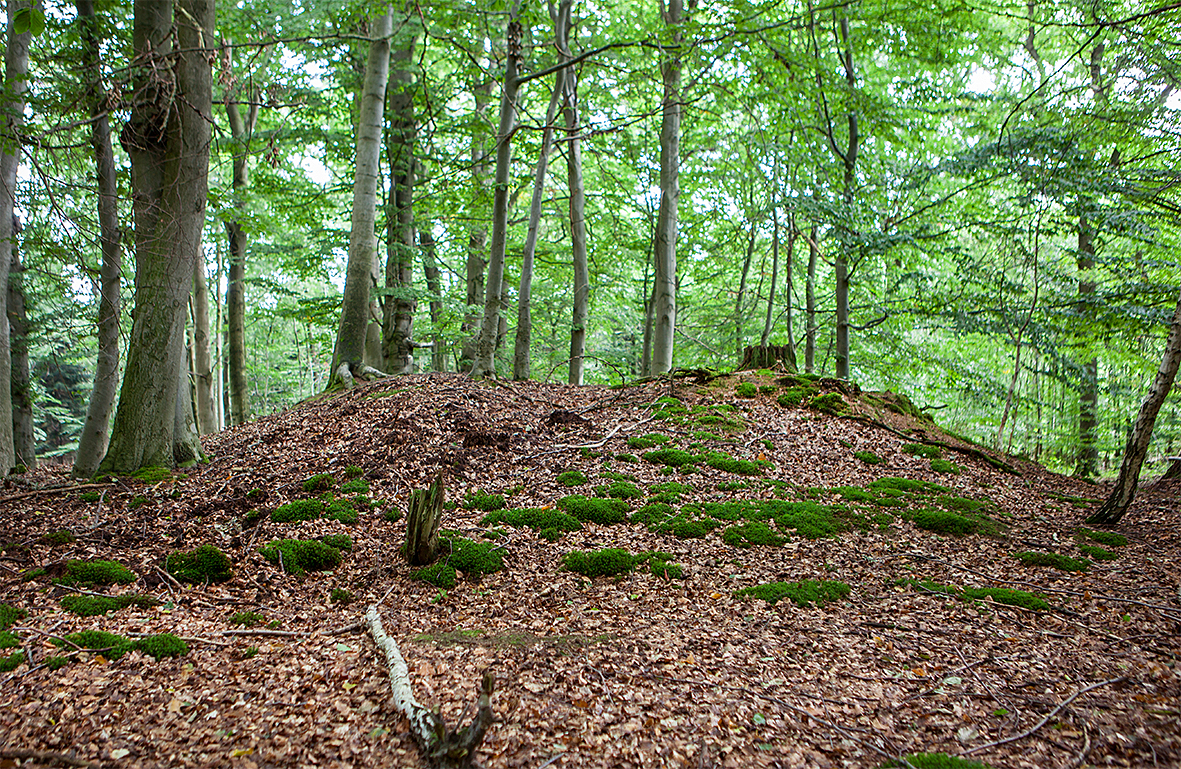
カレドルフ近郊の墳丘墓

カルドルフの北の時代が分からない墳丘墓やファーレンホルツ近郊の鉄器時代初期の墓地は、先史時代からすでに現在のカレタール町域内に定住地があったことを示している。この他にホーエンハウゼン、ハイデルベック、レントルフ近郊でも墳丘墓が発見されている。これらの墳丘墓の多くは頂上に穴がある。これは青銅器の副葬品を手に入れようとした18世紀から19世紀の盗掘の明らかな痕跡である。リッペ侯の行政府は、1821年にこの地域に骨壺の副葬品およびその他の古物を盗むことを禁ずる法律を公布した。
地名研究の成果によれば、タレ、ハルケミッセン、ターフェンハウゼンという集落名は、古代にこの地にあった集落に由来している。これらの集落はブロムベルクから来てレムゴーやホーエンハウゼンを経由してエルダーやフロートーに至る山道の両側にあった。これは古代の出土品によって証明されている。
アムト（地方行政の役所）所在地であるファーレンホルツは、リッペ伯、後のリッペ侯領にとって特に重要であった。このアムト・ファーレンホルツの管轄地域は、若干の例外はあるものの、現在のカレタールの町域と一致する。
カレタールの集落は、19世紀には農業を主な収入源とする農村が主であった。多くの住民、特に土地をもたない農民は、出稼ぎ労働者として遠くに出かけなければならなかった。リッペの領主は、活発に先見性をもって、自らの国の経済的・構造的発展を奨励する準備ができていなかったのである。このためリッペの出稼ぎ労働者は、ドイツの他の領邦と比べるものがないほど多かった。
20世紀終盤の農業から工業への構造改革は中小企業の進出をもたらした。たとえばカルドルフの金属加工業者、ランゲンホルツハウゼンとリューデンハウゼンのの合成樹脂業者や木材加工業者などである。ホーエンハウゼン地区は、町役場の所在地となり、カレタール最大の地区、中心地区に発展した。この地区はエヒテルンハーゲン産業地区への木材加工業者、合成樹脂業者、金属加工業者の進出によって発展した経済構造を享受した。カレタールの町全体では、工業、商業、サービス業の職場数は極めて低く、レムゴー、フロートー、リンテルンへの多くの通勤労働者がいる。

### 地区の歴史
バーフェンハウゼンやフクソールの古代出土品は、石器時代の定住を示している。バーフェンハウゼンの最初の文献記録は 1343年である。この地区の象徴的建造物は 1854年に建設され、良く保存された風車であるが、現在は稼働していない。
ベントルフは、1359年のカレンドルプ家のレーエン台帳に初めて記述されている。この集落にも風車があり、こちらは稼働している。この風車は、粉挽きのカール・オージークが 1892年にカレドルフへの街道沿いに建設したものである。
ブローゼンの中世の名称は Brochusen または Brokhusen で、「沼地の村」を意味している。ブローゼンは、おそらく 4世紀から 6世紀の旧ザクセン時代にはすでに入植がなされていた。この村の最初の記録は 1362年、リッペの領主ジーモン3世が自由農民の特権を付与した際のものである。
侯妃パウリーネ・ツーア・リッペは、ヴェーザー川沿いの村エルダーをリッペ侯領のための大きな内陸港に拡張する計画を1733年に立案した。しかしプロイセンが自らの港があるミンデンとフロートーとの間にいかなる競合相手をも許さなかったため、この計画は実現しなかった。それでもリッペのヴェーザー川の港はリッペ侯国にとって重要であった。エルダーとレムゴーとの間に道路が建設され、ブレーメンから砂糖、コーヒー、米、ニシンなどの物資がリッペに運ばれた。主にレンガ職人からなる多くの出稼ぎ労働者にとっては、ヴェーザー川初の蒸気船ヘルマン号とヴィテキント号はエルダーからブレーメンへ行く快適な交通機関であった。ここからさらに東フリースランドやオランダへの旅も可能であった。1895年/96年にリッペ領内を通る鉄道が完成すると状況は変化し、レンガ職人たちは乗換駅であるラーゲから職場へ往来するようになった。エルダーは、19世紀には、アメリカへの移民の出発地点ともなった。

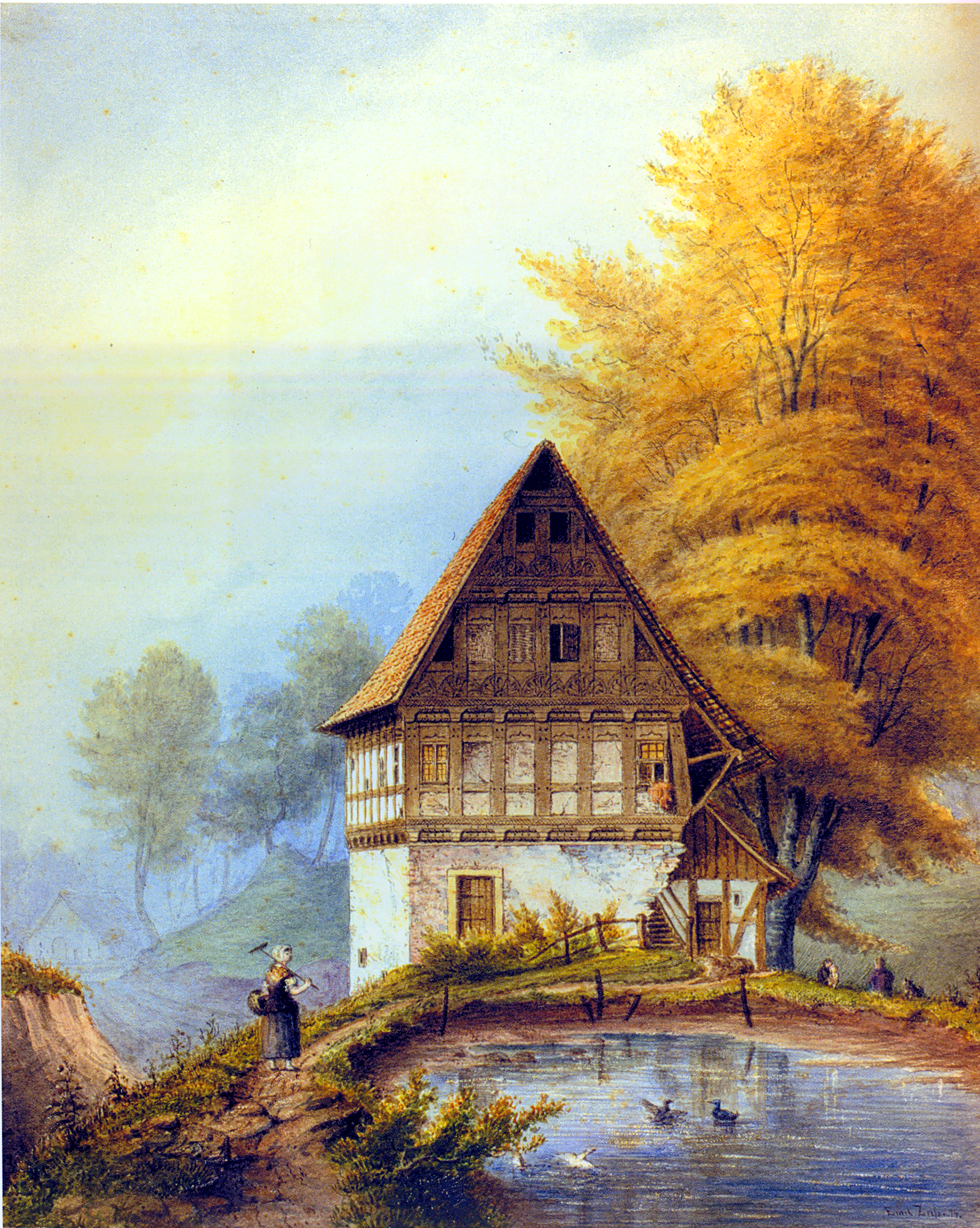
1874年に描かれたハイデルベックの城館水車

ハイデルベック地区の存在は、ここにヘルベッカー・アムトを設けたメレンベック修道院による。初めはヘルベッケ騎士家がこのアムトの代官となり、1411年までにヴェストファール騎士家がこのアムトを引き継ぎ、1839年までにハイデルベックの城と荘園の領主がこれを得た。その後この所領はリッペ侯に売却された。1596年に建設されたルネサンス様式の城館ハイデルベック城の内部には、現在居酒屋がある。クール通り沿いに豊かに装飾された木組み建築がある。これは1537年に建設された城館水車である。この建物は長年営林署として用いられた後、現在は森林・営林博物館となっている。
教会の村ホーエンハウゼンの最も古い証拠は、1015年のヴィタ・マインヴェルキにある。この村は元々 Hodanhusen と呼ばれていた。この名称は旧ザクセン時代に遡る。教会の最も古い部分はロマネスク様式で、1100年から1240年の間に建設された。教会の本堂は1410年頃に建造された。1711年にホーエンハウゼンで生まれたシュテファン・ルートヴィヒ・ヤコービは、魚の人工養殖の創始者で、専門家の間では世界的に知られた人物である。現在ホーエンハウゼンはカレタールの町の首邑となっている。
カレドルフ地区内のハイベルクには紀元前700年頃の鉄器時代の墳丘墓があり、現在の町域における初期の入植地である。地区名は、13世紀に現在のカレドルフに広大な所領を有したカレンドルプ領主家に由来する。この騎士家が断絶した後、レーエンはリッペ北部で最も有力な騎士一門であるヴェント家に移された。1359年、カレタールに土地領主によってガラス工場が設立された。1453年にリッペで最初のガラス制作会社が設けられたが、ヴェント家とリッペの土地領主ベルンハルト7世およびジーモン5世との紛争によって破壊された。その後カレドルフには、フロートーとリンテルンとの間を航行するための船曳組織が2組できた。1884年に温泉施設を備えたペンション「カルドルファー・ブルンネン」がオープンした。水は塩泉近くから採られ、1970年までは健康増進のための飲泉としても利用された。
ランゲンホルツハウゼンは、1245年頃に初めて記録されている。中世には Holthusen という名称であり、1323年に購入によりジーモン1世の所領となった。教会内の石造の墓碑が、1534年から1561年までの間に亡くなったヴェント騎士家最後の3人の当主を想起させる。集落全体を壊滅させた1633年頃の悲惨な大火災について伝えている文書がある。侯妃パウリーネ・ツーア・リッペは、1819年にカルベ川の二連アーチ橋を建設させた。この近くにはジーモン6世の紋章石を掲げたエルプパハト水車がある。
リューデンハウゼンは古くは Ludenhausen、ザクセン時代には Luidinghusen という名称であった。ロマネスク様式の石造の塔を持つ木造教会は、おそらく 1200年頃に建設された。教会塔は同時に見張り塔でもあり、分厚い壁と銃眼を有している。教会は戦時の避難所として建設されており、穀種や財産を安全に保管する場所でもあった。集落の中心にある迷子石には、この村が初めて文献に記録された日付である 1339年9月20日が刻まれている。これは、1989年の 650年祭を記念して彫られたものである。
シュテンメンの名前が初めて記された史料の日付は1331年5月14日である。この集落はファーレンホルツの東隣にあり、これら2つの集落は歴史的にも地理的にも互いに密接に結びついている。シュテンメンは中世には Stamf または Stamfried と呼ばれていた。これは最初の入植者の名前に由来する。
山村タレの象徴的建造物は11世紀に造られた初期ロマネスク様式の西塔をもつペトルス教会である。二重の教会堂は1482年から1492年に建造された後期ゴシック様式のホール式教会である。タレという地名はケルト＝ゲルマン語で「水」を意味する Tala によると推測されている。近隣のグート・レントルフもこの地区に含まれる。侯女グンドゥラ・ツーア・リッペは生涯のほとんどをここで過ごした。

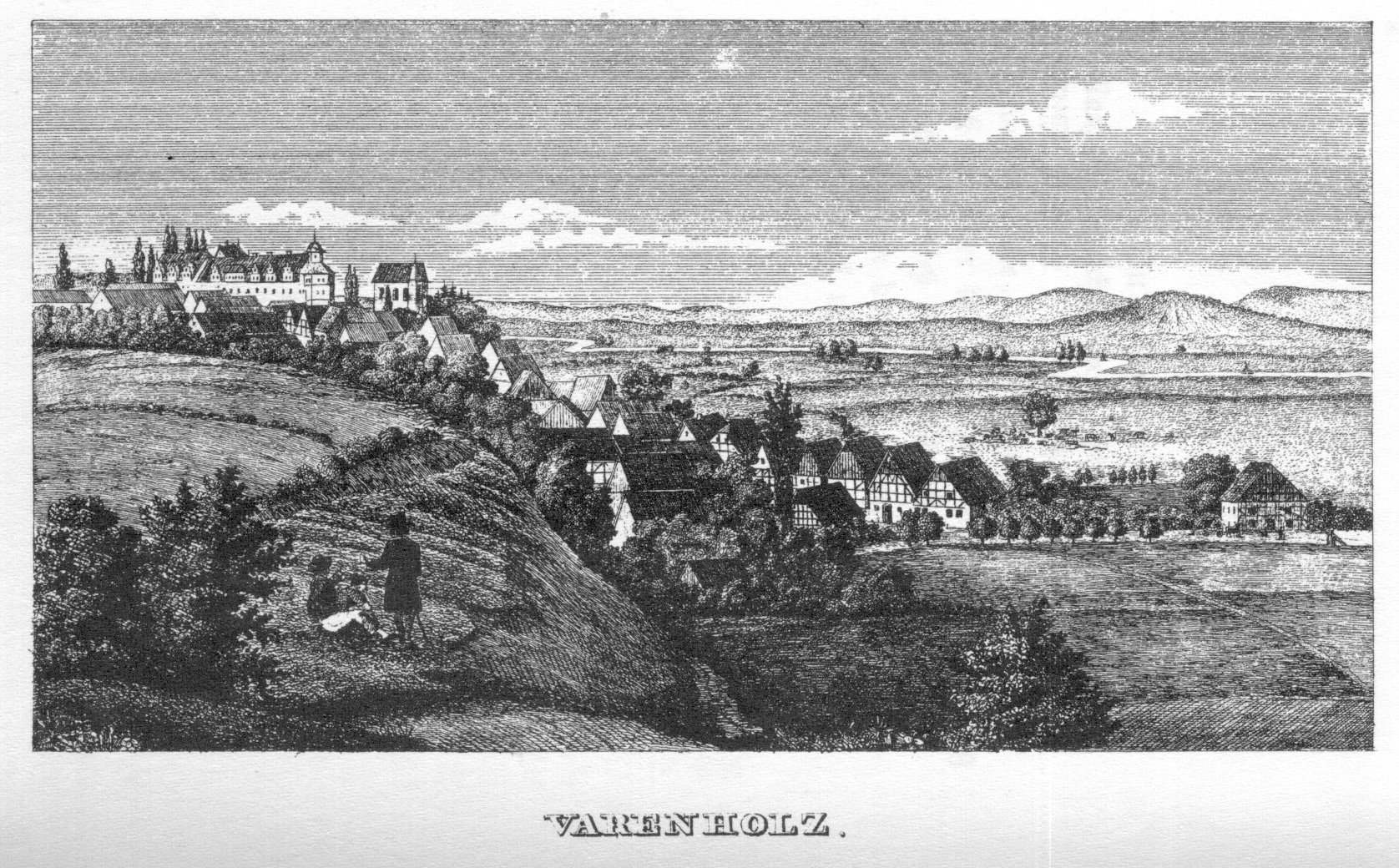
1845年頃のファーレンホルツとその城館

ファーレンホルツは、周辺の墳丘墓が示す通り、おそらく先史時代には入植がなされていた。名前は Vor der Holze に由来するもので、ヴェーザー川と森に覆われたリッペ山地との間にある入植地であることを示している。ファーレンホルツは、シュテンメンとともにリッペの最も北に位置している。その歴史は事実上、ここに築かれた城塞、後のファーレンホルツ城館によって形成されている。この城塞は1188年に初めて記録されており、フォルンホルテ家の所有であった。1323年にジーモン1世がこの城塞を獲得し、リッペ家の支配地域を北のヴェーザー川にまで広げた。城館の建築史は1540年にまで遡る。1591年から1600年にかけて、リッペ伯ジーモン6世は城館をヴェーザールネサンス建築の最も重要な作例の一つに改築した。1925年3月31日、ファーレンホルツとヴェルトハイムとの間で行われたヴァイマル共和国軍の軍事演習で事故があり、81人の兵士が渡河の途中で溺死した。この事故は現在でも、平時におけるドイツ陸軍最大の事故である。これ以後ヴァイマル共和国軍、およびその後のドイツ国防軍の新兵に水泳の訓練が行われるようになった。
ヴェストルフは中世には Westerndorp または Wessentrup と呼ばれた。これはホーエンハウゼンの西に位置する集落であることを意味している。この村は12世紀にはすでにヘルフォルト修道院の所領台帳に記載されている。主に痩せた土壌からなり、十分な農業収穫を得ることができなかったため、住民は他の収入源を探さなければならなかった。多くの労働者が、おもにレンガ職人として出稼ぎ労働者となった。特に1840年代には出稼ぎ労働者の数が著しく増大した。また、内職も広く浸透した。たとえばレンガ焼きなどである。

### 町村合併
1879年から1932年までの間、現在の町域はアムト・ファーレンホルツ（大部分）とアムト・ホーエンハウゼン（小さな一部）はに属しており、両者はリッペのブラーケ行政管区、後のブラーケ郡の管轄地域に置かれていた。かつてリッペ侯国に属していた町村は、ノルトライン＝ヴェストファーレン州のプロイセン側に属していた他の町村とは異なり、それまでにアムトとして関係づけられておらず、1932年からレムゴー郡として行政レベルで統合され、1973年にデトモルト郡と合併してリッペ郡となった。カレタールは、1969年1月1日に発効したレムゴー法の § 7 に従って、それまで独立した町村で、現在は地区としてこの町を形成しているアーゼンドルフ、バーフェンハウゼン、ベントルフ、ブローゼン、エルダー、ハイデルベック、ヘンストルフ、ホーエンハウゼン、カルドルフ、ランゲンホルツハウゼン、リューデンハウゼン、オスターハーゲン、シュテンメン、タレ、ファーレンホルツ、ヴェストルフが合併して成立した。新しく形成された広域自治体の名称としては、最大地区のホーエンハウゼンが選ばれず、カレ川沿いの地理的な位置を示すカレタールが選ばれた。

## 住民

### 宗教

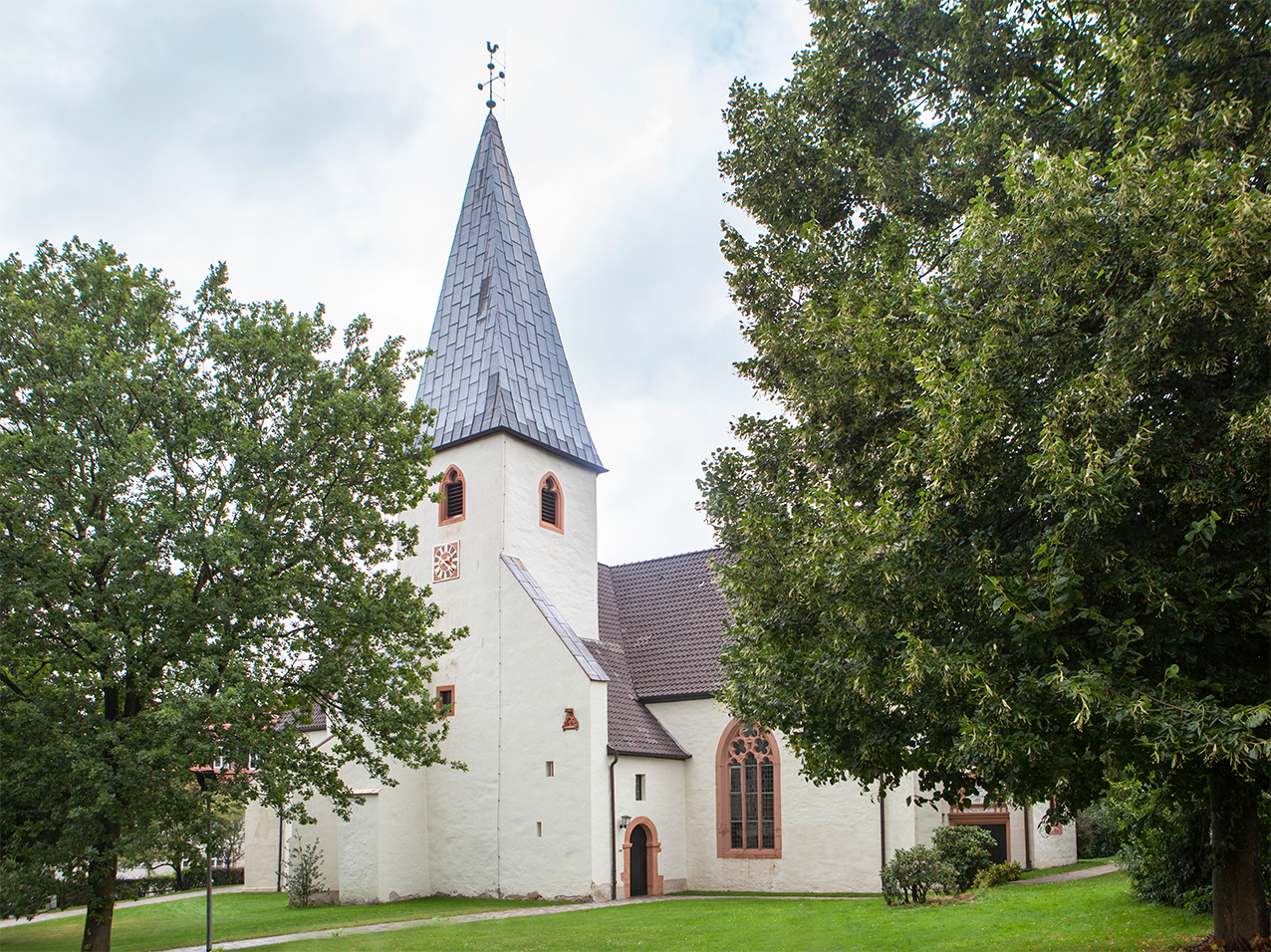
ホーエンハウゼンのパウルス教会

カレタールの住民は、旧リッペ侯領の住民の多くがそうであるように、主にプロテスタントである。本侯領では、早くも1533年頃には宗教改革がなされた。1603年に侯家が改革派に改宗したことにより、ほとんどのリッペ住民が福音主義改革派教会の教義を受け容れた。カトリックのパーダーボルン司教区およびミンデン市教区から分離され、現在のリッペ地方教会の一部となった。このため、現在も、カレタールの町の住民のほとんどが福音主義改革派教会に属している。現在の町内にある5つの教会組織はリッペ地方教会のクラッセ・ブラーケに含まれている。
- ホーエンハウゼン I（教区 I: ブローゼン、ダルプケ、ホーエンハウゼン、教区 II: ベントルフ、エヒテルンハーゲン、アイヒホルツ、ヴェストルフ）
- ランゲンホルツハウゼン（ファウレンジーク、カルドルフ、ハイデルベック、ランゲンホルツハウゼン、テーフェンハウゼン）
- リューデンハウゼン（アーゼンドルフ、ヘンストルフ、ヘルブレヒツドルフ、リューデンハウゼン、ニーデルンハウゼン）
- タレ（バーフェンハウゼン、オスターハーゲン、レントルフ、タレ、ヴァーテルロー）
- ファーレンホルツ（エルフェンボルン、エルダー、シュテンメン、ファーレンホルツ）

第二次世界大戦後の難民の流入が、多様な宗教状況をもたらした。ホーエンハウゼンにはカトリックの教会組織が1団体（聖マリエン教会）ある。このカトリック教会は、パーダーボルン大司教区ビーレフェルト＝リッペ首席司祭区レムゴー＝ノルトリッペ聖職者連合の一部である。この他に、早くも1927年から独立福音主義ルター派教会の聖ミヒャエリス教会がタレにある。ホーエンハウゼンにはメノナイト兄弟会がある。カレ川の谷の最後のユダヤ人が亡くなったのは1900年であった。ユダヤ教に関しては、現在の町域にはわずかな建物の痕跡が残るのみである。リューデンハウゼンのミクワーや、ホーエンハウゼン、リューデンハウゼン、ファーレンホルツの旧ユダヤ人墓地などである。これらの旧ユダヤ人墓地は保護文化財に指定されており、かつてのユダヤ人コミュニティを思い起こさせる。
町の宗教分布を図る指標の一つにカレタールの学生の宗教調査がある。これによれば、2006/07年の学期における学生の宗教上の帰属は、福音主義 67.7 %、カトリック 8.2 %、イスラム教 1.6 %であった。9.4 % がその他の宗教を信仰し、13.1 % が無宗教であった。

### 人口推移
以下の一覧表に現在の町域が成立して以後のカレタール人口推移を示す。1975年以後の数値はノルトライン＝ヴェストファーレン州情報・技術局の公式な調査結果による。1975年から1985年までの数値は推定値、1999年の値は 1987年の国勢調査結果を基にした推計値である。数値は居住者人口、1985年からはこの町を主たる居住地とする住民数である。
| 時期              | 人口（人） |
| ----------------- | ---------- |
| 1975年 (12月31日) | 14,623     |
| 1980年 (12月31日) | 14,472     |
| 1985年 (12月31日) | 13,896     |
| 1990年 (12月31日) | 14,522     |
| 1995年 (12月31日) | 15,791     |

| 時期              | 人口（人） |
| ----------------- | ---------- |
| 2000年 (12月31日) | 15,827     |
| 2005年 (12月31日) | 15,382     |
| 2007年 (12月31日) | 14,793     |
| 2012年 (12月31日) | 14,006     |

## 行政

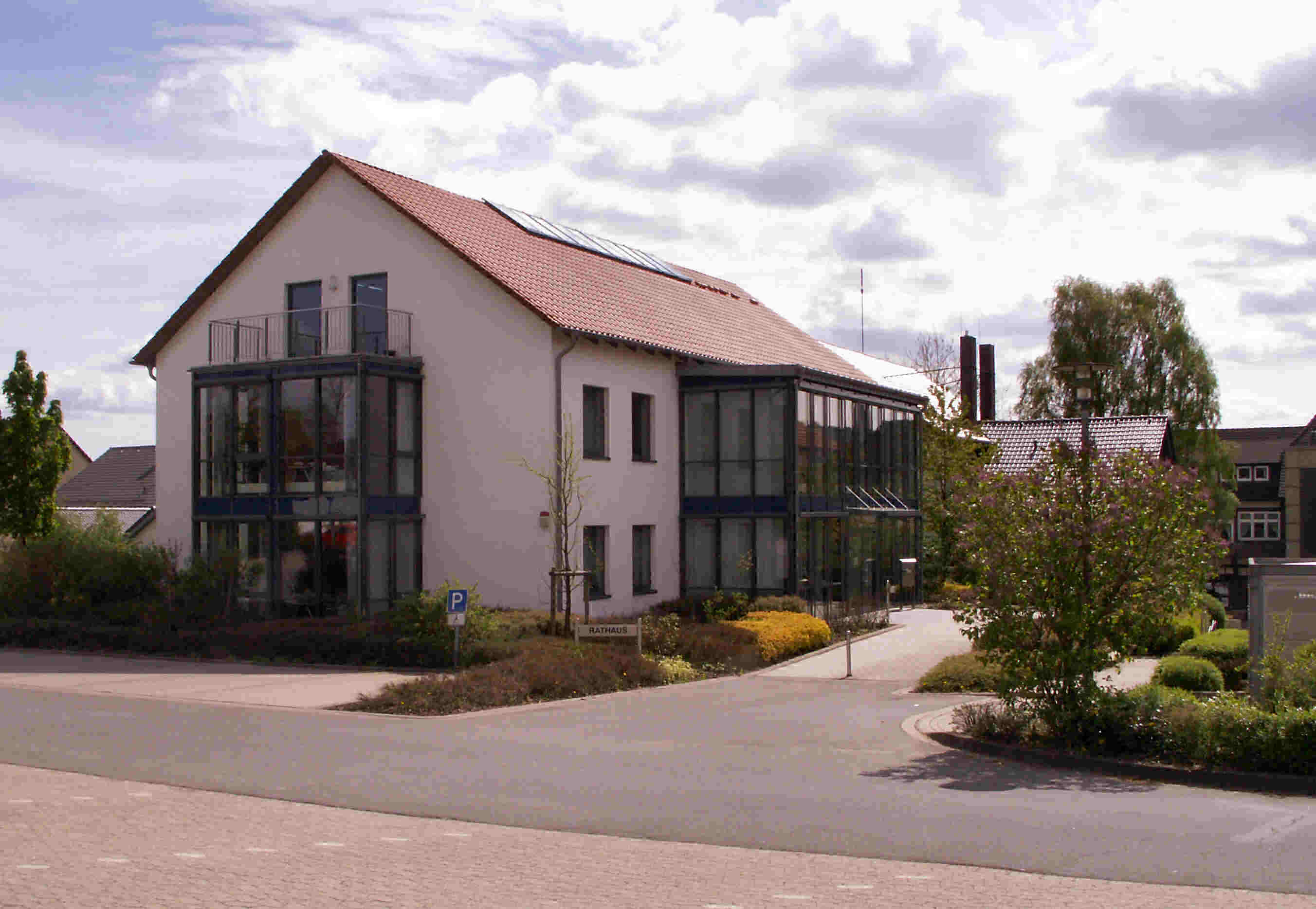
カレタールの町役場

カレタールは、州議会選挙ではリッペII区、連邦議会選挙ではリッペI区に属す。

### 町議会
カレタールの町議会は 32議席からなる。

### 首長
この町の町長は、マリオ・ヘッカー（無所属）が務めている。彼は2015年9月13日の選挙で 52.2 % の票を獲得して町長に選出された。この選挙の投票率は 56.5 % であった。
2009年10月21日からアンドレアス・カールガー (CDU) が務めている。1999年から2009年まではクラウス・フリッツマイアー (SPD) がこの町の第1専任町長であった。彼は1989年から1999年まではゲマインデディレクター（町の行政責任者）を務めていた。当時、町長（ビュルガーマイスター）は兼任で、ゲマインデディレクターに助言する立場であった。ノルトライン=ヴェストファーレン州の自治機構改革後、1999年の初めて直接選挙で、カレタールの住民はフリッツマイアーを町長に選出した。フリッツマイアーは、1999年9月12日の初回投票で有効投票数の 52.0 % を獲得した。2004年、現職だった彼は初回投票で有効投票数の 65.6 % を獲得して再選された。フリッツマイアーは 2009年の町長選挙には立候補しなかった。後任には、アンドレアス・カールガーが選出された。決選投票制度が廃止された後、2009年8月30日の選挙でカールガーは有効投票数の 32.65 % の票を獲得して勝利した。彼は2009年10月21日に町長に就任した。リューデンハウゼン投票所における選挙違反のため、ノルトライン=ヴェストファーレン州内務省は2011年1月にこの町の選挙に対して無効を宣言した。再選挙は2011年3月に予定されていた。ライプツィヒの連邦行政裁判所は内務省が決定したこの再選挙に不服を申し立てた。この件の訴訟がまだ判決に至っていなかったためである。2011年6月、ライプツィヒ連邦行政裁判所は CDU カレタールが起こした訴えを認めた。アンドレアス・カールガーは、引き続きカレタール町長の職を保持したのである。

### 紋章
図柄: 金地（黄色地）の紋章上部に赤いアンドレアス十字、両端まで貫く波十字で分割された下部は、青地に浮かぶ銀色（白色）の魚。
デトモルト行政管区長官は、カレタールの町の権利、紋章、旗および幟の行使に関する文書を1972年7月21日に交付した。アンドレアス十字は、リッペ家に売却する1323年までファーレンホルツ城に起居したフォルンホルテ家の紋章に基づいている。魚は、ホーエンハウゼン出身で魚の養殖法を発見したシュテファン・ルートヴィヒ・ヤーコビを想起させる。町の印章には町名と紋章が描かれている。旗は、1:3:1 の幅に青-白-青で塗り分けられた横縞で、中央向かって左に町の紋章が描かれている。幟は、長軸方向に1:3:1で青-白-青に塗り分けられており、上部中央に町の紋章が描かれている。

## 文化と見所

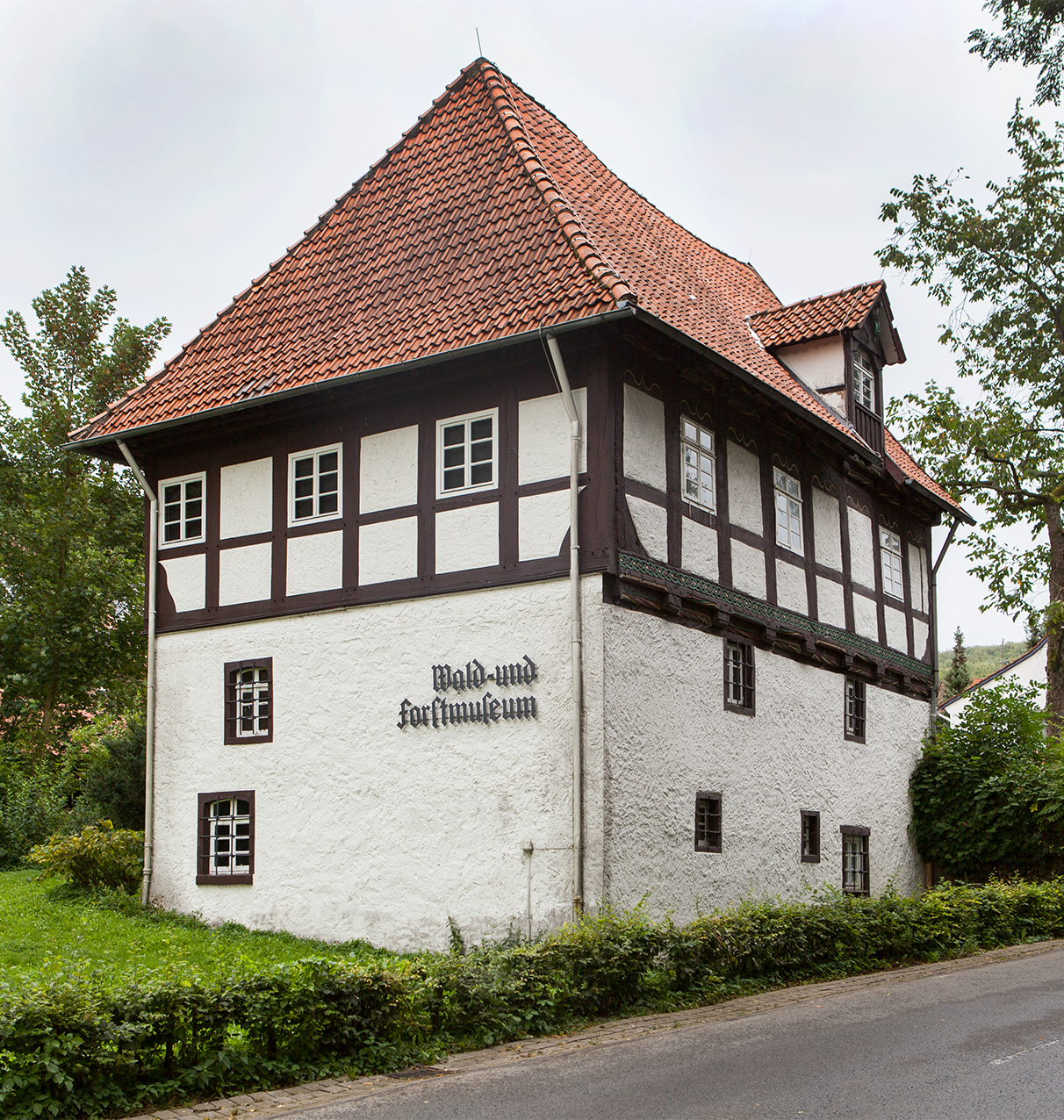
森林・営林博物館

### 博物館
ハイデルベック地区の森林・営林博物館: この博物館の本館の建立は1537年である。ハイデルベック城の中世の水車小屋の遺構は隣接するレストラン「シュロスクルーク」でも見ることができる。1970年代初め、リッペ地域連合はここにあった営林署を廃止し、営林、森林、狩猟の専門博物館を設立した。見学者は多くのテーマ群の展示に出会うことができる: 生息していたが絶滅してしまった動物、中世盛期以降の狩猟器具および狩猟方法の発展、近代的な森林育成に至るまでの林業史などである。展示品は年ごとに入れ替わるテーマ展示によって保護されている。

### 音楽
町内各地区には3つの男声合唱団と4つの混声合唱団がある。さらにファンファーレ隊ブラウ＝ヴァイス・カレタール e.V. 、ブラスアンサンブルのポサウネンコール・ホーエンハウゼンおよびポサウネンコール・タレがある。カレタール文化サークル協会 e.V. が運営するデーレ・ブローゼンでは、キャバレー、朗読会や展示会の他にコンサートも開催される。

### 建造物

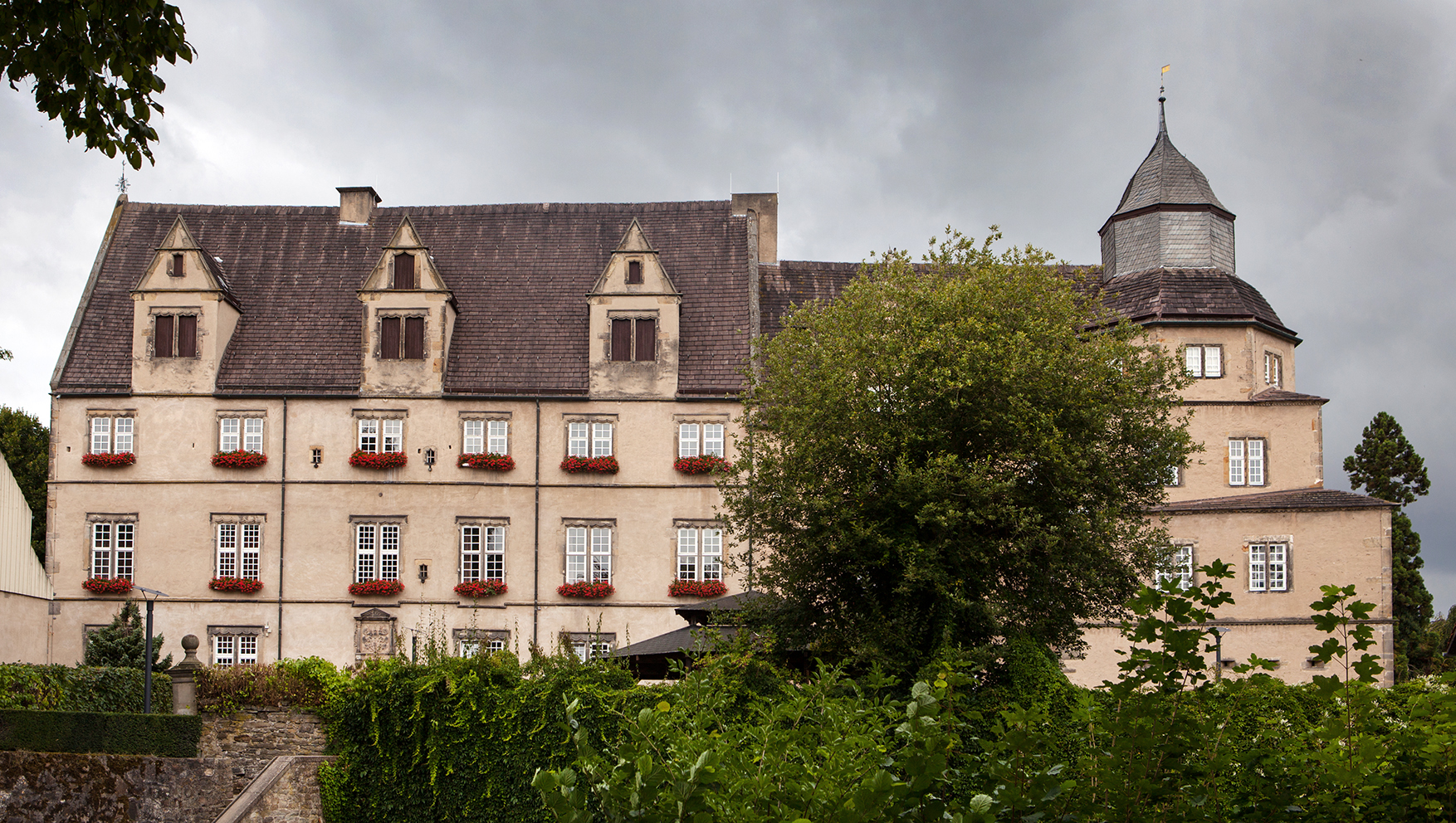
ファーレンホルツ城

ファーレンホルツ城はヴェーザールネサンス様式の城館で、その歴史は12世紀にまで遡る。場内には寄宿舎付きの私立学校が入居している。1945年から1949年まで場内には映画会社ウーファ があった。外郭の環状壁内に城内礼拝堂があり、現在は福音主義改革派の教会となっている。この教会建築は、1500年に建設された平らな屋根を持つ十字型のホール教会だが、ヴォールトがある北翼は14世紀、玄関がある南翼は1839年に建設された。

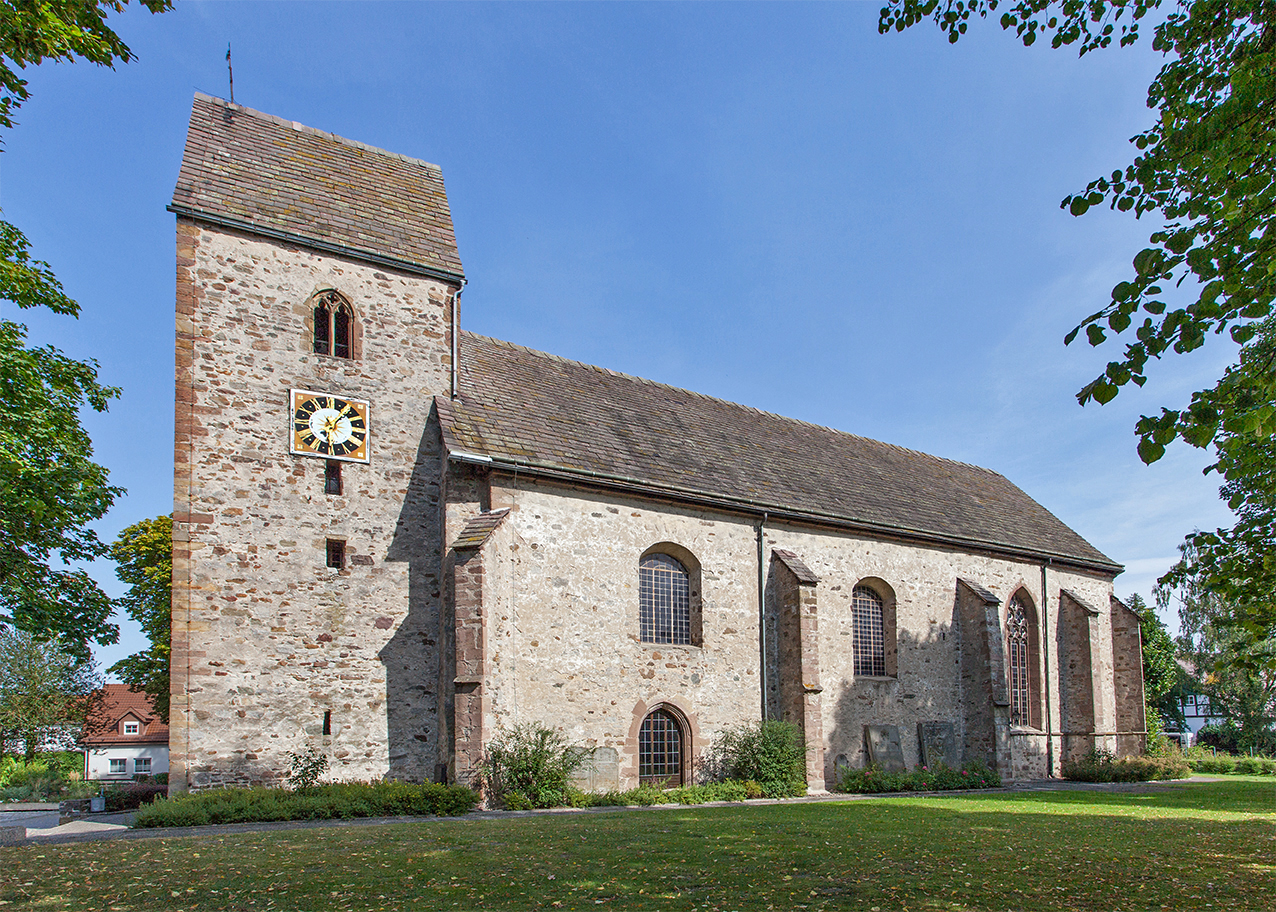
ランゲンホルツハウゼンの教会

ランゲンホルツハウゼンの福音主義改革派教会の塔は1150年に建立された。内陣は、14世紀に ゴシック様式の新しい建築で拡張された。1522年頃、遺されていたロマネスク時代に建造された教会堂の一部が、2つの交差ヴォールトを有する後期ゴシック様式の建物で補修された。ヘルフォルトのオルガン製造者クリスティアン・クラウジングは、1752年にリッペで最も古く、ヴェストファーレン＝リッペ地方で最も重要なものの一つに数えられる古いオルガンを建造した。ホーエンハウゼンの福音主義改革派教会は12世紀のロマネスク様式ホール式教会である。ドーム天井、内陣、西塔の嵩上げは15世紀になされた。1887年までに本堂を十字型にする拡張が行われた。タレのペトルス教会は、1100年頃に建造された初期ロマネスク建築である。1482年から1492年に後期ゴシック様式の長堂が増設された。リューデンハウゼンの教会はおそらく1200年頃に建てられた石造の塔を持つ木造教会を起源とする。分厚い壁と銃眼を持つロマネスク様式の塔は、この防衛教会の中核的要素である。この教会は1867年に後期古典主義様式のホール式教会に改築された。

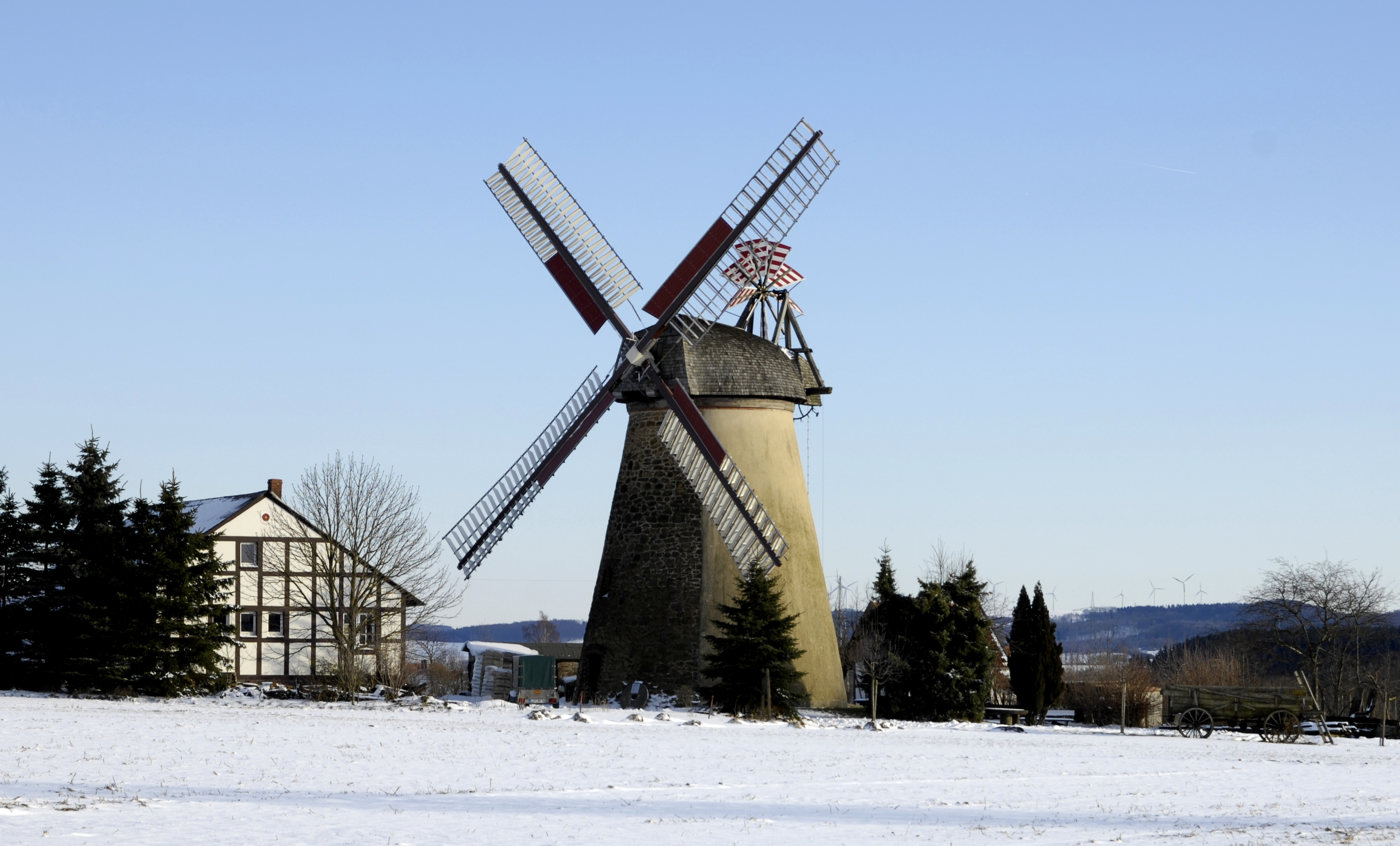
ベントルフの風車

1889年に建造されたベントルフの風車は、ヴェーザー山地でオリジナルの状態で稼働している最後の実例である。大がかりな改修後、保守・管理は所有者のブリンク家とカレタール博物館協会が行っている。ドアの開いている日（たとえば、ドイツ粉挽きの日）には、見学、天候によっては食事や軽食の営業（コーヒーと付属のパン焼き窯で作られた焼き菓子）やそのたのサブプログラムといった見学プログラムを体験できる。バーフェンハウゼンの風車は1853年に建造された。この風車は、内部機構が外されており、稼働することはない。保護文化財に指定されているこの建物は水を供給するための高架水槽としてのみ利用されている。水車を含む 6 棟の木組み建築群で構成される農場、ダルプケのクレンメス・ホーフは、500年の歴史を有している。1986年から全ての建物がオリジナルの姿で再建され、保護文化財に指定されている。売店では、ここのパン焼き釜で作られた焼き菓子が販売されている。また、家畜の飼育スペースに立ち入ることもできる。家畜から作られた製品は売店で購入することができる。フュルツリッヘ・ルプパハトミューレは、ケラ川に設けられた水車である。この水車は1568年に建設された。多様な装飾がなされたルネサンス様式の木組みの破風により、ヴェスファーレン＝リッペ地方で比類のない作例を示している。カレドルフのカレ川に設けられた保護文化財のニーデルンミューレ（水車）は、16世紀前半に建設された。

### 公園
広さ約 0.5 ha のファーレンホルツ城館庭園は、リッペ地域連合の所有で、一般に入場可能である。この庭園はヴェーザー川低地の急勾配の川縁に16世紀末に造営され、改造が繰り返されてきた。この城館は映画会社の UFA が入手し、1945年から1951年まで城内に本社が置かれていた。庭園や城内の施設は第二次世界大戦前から映画撮影に利用されていた。現在の状態は、かつての大がかりな庭園の小径は判然とせず、植え込みの一部は消失してしまっている。注目すべきは、1930年代に設けられたと推定される見晴台である。

### 自然文化財と自然保護区
ベントルフ地区の、フロートー市との町境に高さ 225 m のリヒテンスベルクがある。ここには所々に深い漏斗状陥没があるが、隣の市とは異なり、泥炭地は形成されていない。トイトブルクの森/エッゲ山地自然公園全体の約 6 % がこの町の町域に含まれ、これが自然保護区に指定されている。最大の自然保護区であるローテンベルク、ベーレンコプフ、ハービヒツベルクおよびヴィーウプスベルク自然保護区は、約 400 ha の広さがある。

### スポーツと余暇
町内のスポーツクラブは幅広いスポーツ種目をカバーしている。多くのクラブはカレタール・スポーツ協会に加盟している。8つのクラブが幅広いスポーツ種目を提供している。カレタールにはそれぞれ 2つのテニス・サッカークラブがある。このうち SV アルミニア・ハイデルベックにはサッカーの他にコルプボールの部門もある。カレタール障害者スポーツクラブは、障害者にスポーツを楽しむ機会を提供している。TuS タレは、ゲアハルト・シュレーダーが若い頃このクラブでフォワードを務めていたことで知られている。TUS タレの第1チームは SV ヴェストルフと共同で、 SG タレ/ヴェストルフとしてクライスリーガ B1 レムゴーでプレイしている。ホームゲームはヴァルトシュターディオン・ヴェストルフまたはイルゼフィットアレーナ・タレで行われる。
また、卓球、チェス、モータースポーツ、ウォータースポーツのクラブもある。カレタール武道スポーツクラブ e.V. には、少林寺拳法、Lung Chuan Fa 拳法、柔道、太極拳、詠春拳の道場がある。このクラブは、その青少年活動によってドイツ柔道連盟から表彰され、ノルトライン＝ヴェストファーレン州スポーツ連盟の協力パートナーでもある。動物スポーツのクラブには、ボクサー＝クラブ・カレタール e.V. ヴェストファーレングループやカレタール乗馬・騎馬クラブ e.V. がある。
ファーレンホルツ地区のシュテンマー湖沿いに、キャンピングパーク・カレタールを含むヴェーザー余暇センターがある。レジャー施設としては、水上スキーおよびウェイクボード・コースやスウィンゴルフ場がある。民間経営者によって運営されていた施設は、2009年と2010年の 2段階に分けて外来客に対して閉鎖された。

### 年中行事
ドイツ粉挽きの日（ペンテコステの月曜日）や文化財公開の日には、ブリンク家は毎年ベントルフの風車を公開して参加している。
カレタールの町は、リッペ地方では珍しいその祭りで近隣地方に知られている。1957年からカルドルフ地区では謝肉祭のシーズンに、豪華なパーティーやパレードを含む「カレドニエン」が開催される。主催者はスポーツクラブ SG カレドルフ 1911 e.V. である。
ホーエンハウゼン地区のエヒテルンハーゲン II 産業用地では、カレタールの経済・文化の担い手たちにより、2年に 1度、経済ショー「ヴィカル」が開かれる。この行事は、1986年に始まった。

### 名物料理・食材
カレタールおよびリッペ地方全域で典型的な郷土料理が、リッピシェ・ピッケルト、リッパー・シュッツェあるいはヴェストファーレン全域で供されるピンケルとケールである。ケールはこの地方ではしばしばリッピシェ・パルメとも呼ばれる。

## 経済と社会資本

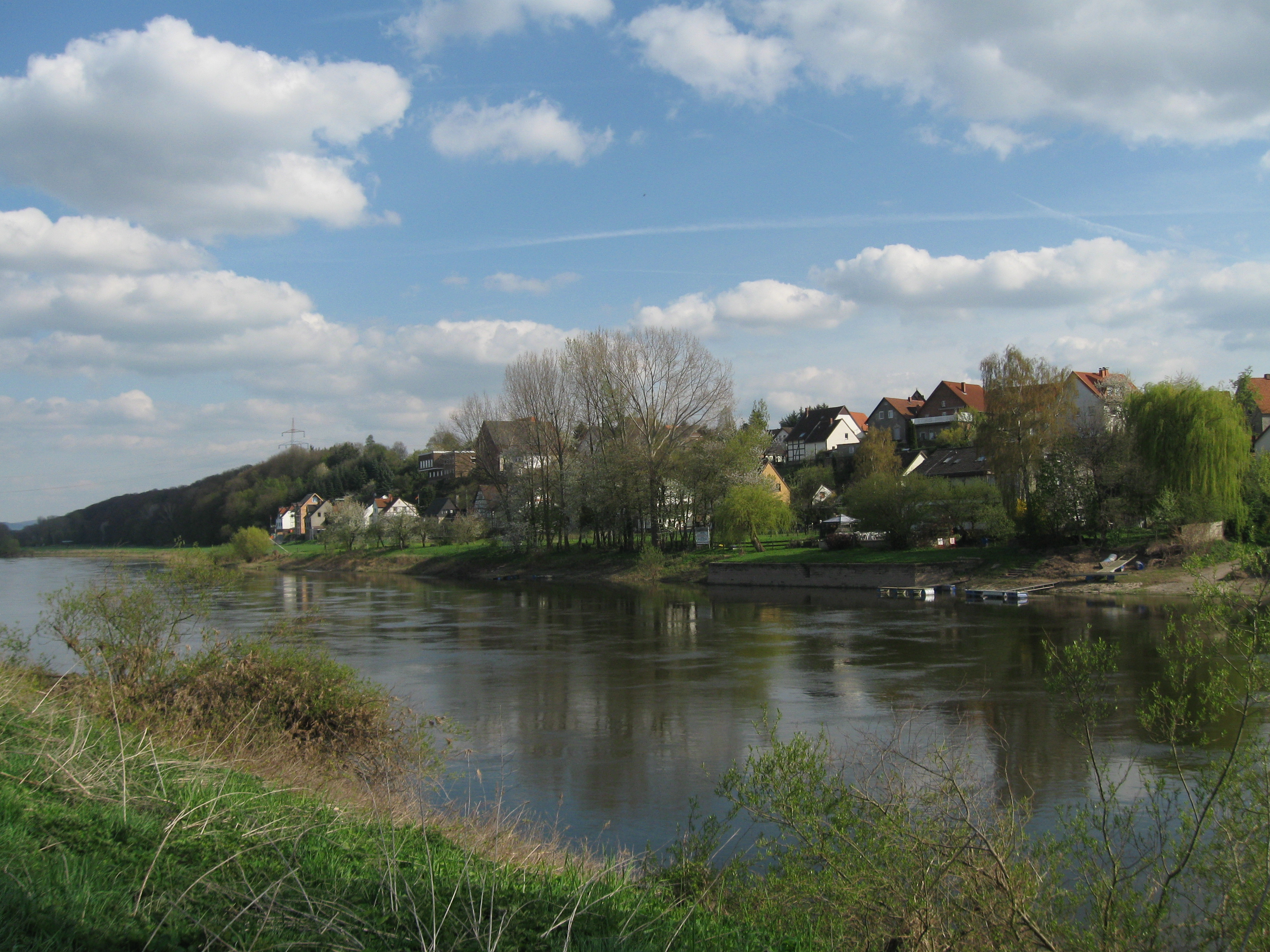
ヴェーザー川、エルダー付近のフェリー乗り場

### 交通
カレタール町内を連邦道 B238号線（レムゴー – リンテルン）、B514号線（バート・エーンハウゼン – カレタール）が通っている。最寄りのアウトバーンのインターチェンジは、ルール地方とベルリンとを結ぶ A2号線のレーメ・インターチェンジで、B514号線でアクセスできる。公共旅客交通では、go.on バス・鉄道会社による地域バスが運行しており、フロートーとの間を結んでいる。最寄りの鉄道駅は、ヘルフォルト – アルテンベーケン線のビーレフェルト駅およびバート・ザルツウフレン駅、エールツェ – レーネ線（ヴェーザー鉄道）のフロートー駅である。近隣自治体のエクスタータールとリンテルンとの間を往来したエクスタータール鉄道は、保存鉄道だけが運行している。この町は連邦水路であるヴェーザー川に直接面しており、ファーレンホルツから船で渡ることができる（週末および休日のみ運行、フロートー行きのロープフェリー）。また、近くにはアイスベルゲンへの橋もある。最寄りの交通飛行場は、パーダーボルン/リップシュタット空港（70 km 南西）とハノーファー空港（90 km 北東）である。

### メディア
ノイエ・ヴェストファーリカと出版提携しているリッピシェ・ランデス＝ツァイトゥングは、リッペ北部（カレタール、デーレントルプ、エクスタータール）向け地方面を毎日刊行している。ヘルフォルダー・クライスブラットに属すフロートーア・ツァイトゥングはフロートー本社に編集部を有しており、定期的にカレタール北部（ホーエンハウゼン、ベントルフなど）の情報を掲載している。リッペ北部の地域版がある広告紙ノルトリッピシャー・アンツァイガーは、ほぼ週ごとに刊行される。ラジオ・リッペは、カレタールや他のリッペ地方の市町村向けの地方ラジオ局である。シュテファン＝ルートヴィヒ＝ヤーコビ実科学校の校内企業は、プロのサポートを得てオンラインサービス「カレターラー・ナハリヒテン」を運営している。

### 公共機関
カレタールでは1756年にはすでに、防火ポンプの使用を定めた防火条例が確立されていた。最初の消防署は1808年にホーエンハウゼンに設けられた。当時の消防ポンプ団は、19世紀後半に専任の消防隊に改編された。エルデの消防団は 1853年、バーフェンハウゼンは1860年、ホーエンハウゼンは1882年、リューデンハウゼンは1882年、ファーレンホルツは1903年に設立された。第一次世界大戦時の招集により、団員数は急激に減少した。1930年7月30日、ホーエンハウゼン自衛消防団が発足した。現在、カレタールには 9つの消防分署がある。合計約 210人の消防団員が 8つの消防班と1つの消防車両班を組織している。110人の青年団員は、青年消防団で訓練を受けている。
この町は、ホーエンハウゼン地区に障害者向けのレーメンヴェーク屋外プールを有している。ここには水泳用の水槽と遊泳禁止の水槽がある。

### 教育
この町には、基礎課程学校が 3校、本課程学校が 1校、実科学校が 2校、フレーベル教育を行う学習障害者のための養護学校が 1校ある。2012年10月15日現在、これらの学校には、109人の教師と 1,325人の児童・生徒がいる。児童・生徒のうち、39.4 % が基礎課程学校、10.7 % が本課程学校、34.2 % が実科学校、5.3 % が養護学校に在籍している。ファーレンホルツ城内には実科学校と学生寮ファーレンホルツ城がある。最寄りのギムナジウムはレムゴーとフロートーに、最寄りの総合学校はレムゴーにある。

### 地元企業

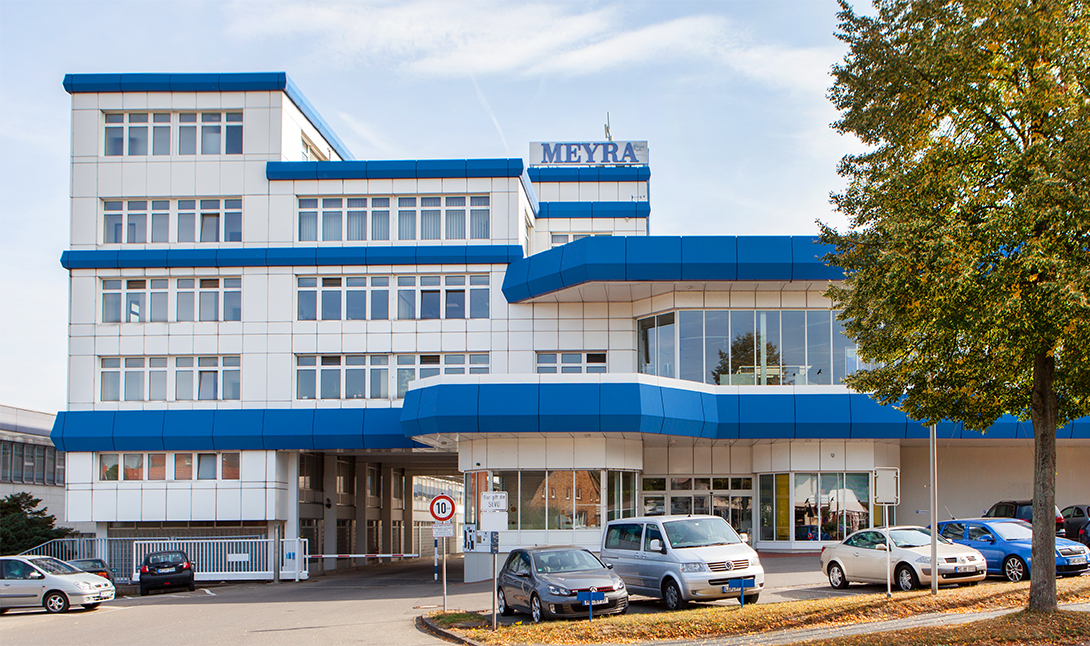
マイラ＝オルトペディア本社

カレタール地区には、マイラ＝オルトペディアの本社と工場がある。マイラ＝オルトペディア＝グループは、車椅子やリハビリテーション器具を製造している。この企業グループは、1950年代までは、ポリエステル車体の小型自動車、マイラ 2000を製造していた。従業員数約 1,000人のこの会社は、中小企業が多いケラタール町内では群を抜いて大きな企業である。ホーエンハウゼン地区に、近年、エヒテルンハーゲン産業地区が整備され、中小企業が立地している。カレタールの経済振興にとって重要なのが、オストヴェストファーレンプランである。また、観光業も重要である。宿泊業者は、11軒のホテルと、合計217人宿泊可能なペンション群、12軒の短期契約型住居がある。ヴェーザー余暇センターは、カレタールで最も訪問客が多いレジャー施設である。周辺の多くの湖では、水浴の他に、カイトサーフィン、ウィンドサーフィン、水上スキー、ウェイクボード、ヨット、カヌー、ペダル式ボートなどが楽しめる。併設されたキャンピング場は 650区画が用意されている。2005年には延べ 35,741泊の宿泊客があった。「観光強度」（人口 100人あたりの来客宿泊数）は、231で、1995年から約2倍近くに増加している。魅力的な風景のこの行政管区は、特にかつて工業化から取り残されたリッペ北部に、穏やかな「ランドツーリズム」（田舎を楽しむ旅）への高いポテンシャルを有している。とはいえ、数多くの大きな温泉があるリッペ郡の他の市町村に比べ、カレタールの観光業は観光強度も小さな値であり、低い役割を担っているに過ぎない。宿泊業に従事しているフルタイムの従業員はわずか約 50人ほどである。

## 人物

### ゆかりの人物
- ゲアハルト・シュレーダー（1944年 - ）ドイツ首相。1956年から1971年までタレに住み、TuSタレのサッカー部門でプレーした[72]。

## 引用
1. ↑  Bevölkerung der Gemeinden Nordrhein-Westfalens am 31. Dezember 2023 – Fortschreibung des Bevölkerungsstandes auf Basis des Zensus vom 9. Mai 2011
2. ↑  Martin Bünermann: Die Gemeinden des ersten Neugliederungsprogramms in Nordrhein-Westfalen. Deutscher Gemeindeverlag, Köln 1970, p. 67.
3. ↑  Lipper Bergland, Bundesamt für Naturschutz（2014年5月6日 閲覧）
4. ↑  Rinteln-Hamelner Wesertalung, Bundesamt für Naturschutz（2014年5月6日 閲覧）
5. ↑  Teutoburger Wald / Eggegebirge（2014年5月6日 閲覧）
6. ↑  Henstorf, Kalletal（2014年5月8日 閲覧）
7. 1 2  ノルトライン＝ヴェストファーレン州データ管理・統計局: Kommunalprofil Kalletal（2014年5月9日 閲覧）
8. 1 2 3  Hauptsatzung der Gemeinde Kalletal（2014年5月9日 閲覧）
9. ↑  Ortschaften, Gemeinde Kalletal（2014年5月9日 閲覧）
10. 1 2  Kinder-Lippe: Niederschlagscerteilung（2014年5月10日 閲覧）
11. ↑  降水量（2014年5月10日 閲覧）
12. ↑  Klima-Karten, Stadt Detmolt]（2014年5月10日 閲覧）
13. ↑  Naturwissenschaftlicher Verein für das Land Lippe, Geschichtliche Abteilung (Hrsg.): Mitteilungen aus der lippischen Geschichte und Landeskunde. Band 10–13, Meyersche Hofbuchhandlung Verlag, 1914.
14. 1 2  Wilhelm Rinne: Landeskunde Nordrhein-Westfalen Band: Lippe. Seite 279ff. Verlag Ferdinand Schöningh, Paderborn 1993. ISBN 3-506-76111-0.
15. ↑  Erich Kittel: Heimatchronik des Kreises Lippe. pp 419 - , Archiv für deutsche Heimatpflege GmbH, Köln 1978.
16. 1 2 3 4  Christian Kuhnke: Lippe Lexikon. Boken Verlag, Detmold 2000. ISBN 3-935454-00-7.
17. 1 2  Website der Ortschaft Kalldorf: Die Entwicklung zu unseren Dörfern（2014年5月11日 閲覧）
18. ↑  Gemeindeverzeichnis Deutschland 1900 - Fürstentum Lippe - Verwaltungsamt Brake, gemeindeverzeichnis.de（2014年5月11日 閲覧）
19. ↑  Martin Bünermann, Heinz Köstering: Die Gemeinden und Kreise nach der kommunalen Gebietsreform in Nordrhein-Westfalen. Deutscher Gemeindeverlag, Köln 1975, ISBN 3-555-30092-X.
20. ↑  Gesetz zur Neugliederung des Landkreises Lemgo, ノルトライン＝ヴェストファーレン州内務・自治省（2014年5月11日 閲覧）
21. ↑  Antje Pöschl: Ein jüdisches rituelles Tauchbad in Kalletal-Lüdenhausen, Kreis Lippe（2014年5月12日 閲覧）
22. ↑  Landesamt für Datenverarbeitung und Statistik: Schüler an allgemein bildenden Schulen in NRW nach der Religionszugehörigkeit
23. ↑  Landesdatenbank NRW
24. ↑  Bürgerbeteiligung & Wahlen, ノルトライン＝ヴェストファーレン州内務・自治省（2014年5月12日 閲覧）
25. ↑  Kommunalwahlen - Kommunalwahlen am 30.08.2009 - Wahl der Räte der kreisangehörigen Gemeinden - Kalletal, ノルトライン＝ヴェストファーレン州選挙管理委員会（2014年5月12日 閲覧）
26. ↑  2013年9月13日のカレタール町長選挙結果（2017年9月3日 閲覧）
27. ↑  Kommunalwahlen - Kommunalwahlen 1999 - Wahl der Räte und der Bürgermeister(innen) der kreisangehörigen Gemeinden - Kalletal, ノルトライン＝ヴェストファーレン州選挙管理委員会（2014年5月12日 閲覧）
28. ↑  Kommunalwahlen - Kommunalwahlen 2004 - Wahl der Bürgermeister(innen) der kreisangehörigen Gemeinden - Kalletal, ノルトライン＝ヴェストファーレン州選挙管理委員会（2014年5月12日 閲覧）
29. ↑  Kommunalwahlen - Kommunalwahlen am 30.08.2009 - Wahl der Bürgermeister(innen) der kreisangehörigen Gemeinden - Kalletal, ノルトライン＝ヴェストファーレン州選挙管理委員会（2014年5月12日 閲覧）
30. ↑  Wolf Scherzer: Neuwahl im Kalletal: Landrat Friedel Heuwinkel kritisiert Ministerium, Lippische Landes-Zeitung 2011年1月14日付け（2014年5月12日 閲覧）
31. ↑  BVerwG: Vorerst keine Wiederholungswahl des Bürgermeisters in Kalletal, beck-online（2014年5月12日 閲覧）
32. ↑  Gasthof Tannehof: Kalletal - unsere Heimat（2014年5月13日 閲覧）
33. ↑  Kreis Lippe: Städte und Gemeinden（2014年5月13日 閲覧）
34. 1 2 3 4  Museumsverein Kalletal  e.V.: Wald- und Forstmuseum in Kalletal-Heidelbeck（2014年5月13日 閲覧）
35. ↑  Kalletal: Sehenswerte Stationen（2014年5月13日 閲覧）
36. ↑  Fanfarenzug Blau-Weiss Kalletal e.V.（2014年5月13日 閲覧）
37. ↑  Posaunenchores Hohenhausen（2014年5月13日 閲覧）
38. ↑  Posaunenchores Talle（2014年5月13日 閲覧）
39. ↑  Kulturkreis Kalletal e.V. -Deele Brosen（2014年5月13日 閲覧）
40. ↑  Kalletal: Varenholz（2014年5月13日 閲覧）
41. ↑  Schloss Varenholz（2014年5月13日 閲覧）
42. 1 2  Kalletal: Langenholzhausen（2014年5月13日 閲覧）
43. ↑  Kalletal: Hohenhausen（2014年5月13日 閲覧）
44. ↑  Kalletal: Talle（2014年5月13日 閲覧）
45. ↑  Kalletal: Lüdenhausen（2014年5月13日 閲覧）
46. ↑  Deutsche Gesellschaft für Mühlenkunde und Mühlenerhaltung (DGM) e.V.: Windmühle Brink
47. ↑  Kalletal: Bentorf（2014年5月13日 閲覧）
48. ↑  Kalletal: Bavenhausen（2014年5月13日 閲覧）
49. ↑  Deutsche Gesellschaft für Mühlenkunde und Mühlenerhaltung (DGM) e.V.:  Kleine Wassermühle（2014年5月13日 閲覧）
50. ↑  Deutsche Gesellschaft für Mühlenkunde und Mühlenerhaltung (DGM) e.V.: Wassermühle Langenholzhausen（2014年5月13日 閲覧）
51. ↑  LWL-GeodatenKultur: Schlossgarten Varenholz, Kalletal (Kulturlandschaft) （2014年5月14日 閲覧）
52. ↑  H. P. Märgner Und sie bewegt sich noch – Teufelslöcher und Moore in der Valdorfer Mulde In: Historisches Jahrbuch für den Kreis Herford Nr. 14, 2007, pp. 163–169.
53. ↑  Gemeindesportverband Kalletal（2014年5月14日 閲覧）
54. ↑  Kreisliga B Lemgo Gr.1（2014年5月14日 閲覧）
55. ↑  BUDO Sportverein Kalletal e. V.（2014年5月14日 閲覧）
56. ↑  BOXER-KLUB e. V. - Sitz München GRUPPE KALLETAL（2014年5月14日 閲覧）
57. ↑  Reit- und Fahrverein Kalletal e. V.（2014年5月14日 閲覧）
58. 1 2  Lipperland.de: Weserfreizeitzentrum / Kalletal（2014年5月14日 閲覧）
59. ↑  Wolf Scherzer: Badesee ist für jedermann geöffnet, Lippische Landes-Zeitung 2010年7月20日付け（2014年5月14日 閲覧）
60. ↑  Kalledonien feiert einzigartige Prunksitzung, Lippische Landes-Zeitung 2011年1月23日付け（2014年5月15日 閲覧）
61. ↑  WiKal（2014年5月15日 閲覧）
62. ↑  Lippische Landes-Zeitung: Homepage（2014年5月15日 閲覧）
63. ↑  Nordlippischer Anzeiger: Homepage（2014年5月15日 閲覧）
64. ↑  Radio Lippe（2014年5月15日 閲覧）
65. ↑  Kalletaler-Nachrichten（2014年5月15日 閲覧）
66. ↑  Freiwillige Feuerwehr Hohenhausen（2014年5月15日 閲覧）
67. ↑  MEYRA（2014年5月15日 閲覧）
68. ↑  Gemeinde Kalletal: Gastgeberverzeichnis 2009（2014年5月15日 閲覧）
69. ↑  Wohlfühl-Camping am Stemmer See（2014年5月15日 閲覧）
70. ↑  GIEK Nordlippe（2014年5月15日 閲覧）
71. ↑  Christoph Becker, Anja Brittner, Petra Becker, Universität Trier (Hrsg.): Wirtschaftliche Bedeutung der Tourismusbranche in Ostwestfalen-Lippe Trier 2002.
72. ↑  Als Gerhard Schröder noch den Rasen pflügte, stern.de 2004年4月2日付け（2014年5月16日 閲覧）